# 南海福祉看護専門学校

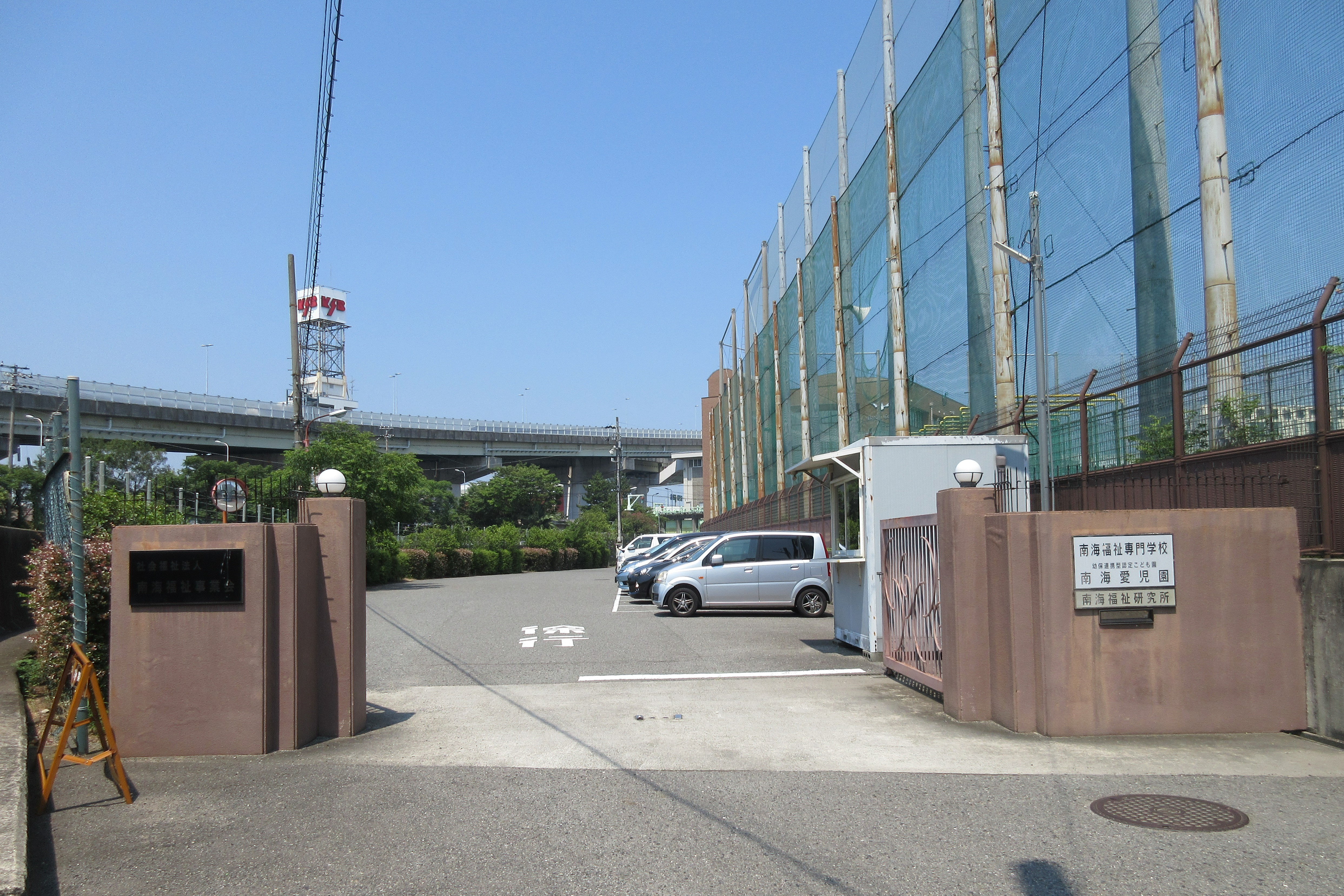
南海福祉看護専門学校

南海福祉看護専門学校（なんかいふくしかんごせんもんがっこう）は、大阪府高石市にある私立専修学校。

## 沿革
- 1968年　南海保育専門学校として開校〔隔週定時制〕
- 1974年　保育科にII部〔夜間部3ヵ年〕設置
- 1977年　保育科第I部〔昼間部2ヵ年〕設置（2000年 児童福祉科に改称）
- 1978年　大阪府知事より専修学校専門課程の指定を受ける
- 1982年 12月 法人名を社会福祉法人　南海福祉事業会と改称
- 1983年　大阪府知事より専修学校福祉専門課程社会福祉科の認可を受ける
  - 社会福祉主事養成機関として厚生大臣の指定を受ける（社会福祉科）
- 1988年　介護福祉士の養成機関として厚生大臣の指定を受ける（2000年介護福祉科と改称。）
- 1989年　南海福祉専門学校と変更する
- 1992年　保育科第II部を廃止
- 1995年　1月 各科卒業生に専門士称号授与の認可校となる（文部省）
- 2000年　社会福祉士養成通信課程（1年7ヵ月課程）新設
- 2002年　社会福祉士専攻科〔1年課程〕新設
- 2006年度入学生より幼稚園教諭免許状の課程が設置される。
- 2008年　社会福祉科を募集停止し、総合福祉科を新設
- 2009年　社会福祉士専攻科を廃止
- 2019年　看護科(3年課程)新設

## 学科
- こども未来学科
- 介護社会福祉科
- 看護学科
- 社会福祉士養成通信課程

## 取得資格・免許状
- 保育士資格
  - こども未来学科
- 社会福祉主事任用資格
- 社会福祉士国家試験受験資格（卒業後、2年の実務経験が必要）
  - 介護社会福祉科　介護・社会福祉士コース
- 介護福祉士国家試験受験資格
  - 介護社会福祉科
- 幼稚園教諭二種免許状（任意選択）
  - こども未来学科
- 看護師国家試験受験資格

## 就職実績
- 児童福祉科
  - 保育園をはじめ児童福祉関係の施設で保育士として勤務する人が多い。
- 介護福祉科
  - 介護職に就く人が大半である。
- 総合福祉科
  - 介護職並びに障がい者施設での相談員や行政福祉職に就く人が多い。

## 編入・進学実績
- 児童福祉科
- 介護福祉科
- 社会福祉科

## 所在地
- 〒592-0005 大阪府高石市千代田6丁目12-53

## アクセス
- 南海本線北助松駅下車、徒歩10分。